# 白倉碧空
白倉 碧空（しらくら あおい、2006年〈平成18年〉8月10日 - ）は、日本の女優。
株式会社1カラット所属。

## 略歴
大阪府堺市出身。
2022年7月に現事務所の社長面談を受け、即日所属が決定する。当初は大阪在住で東京や各地のオーディションに参加していた。同年12月22日、テレビ朝日・森村誠一ミステリースペシャル 終着駅シリーズ ファイナル「十月のチューリップ」でドラマデビュー。
2023年2月28日から配信となったNTT docomoの広告「青春ビンゴ」 Vaundy×ドコモ青春割　祝卒業ムービーに出演中。　同年3月15日～19日に下北沢『劇』小劇場で行われたドラマデザイン社の舞台「ゲートシティの恋」にて初舞台CITYチーム冬馬役／GATEチーム谷中候補生役を演じ、舞台初出演。同年7月15日から9月23日に日本テレビ・土曜ドラマ『最高の教師 1年後、私は生徒に■された』で連続ドラマに初めてレギュラー出演。
2024年、秋公開予定の映画『カーリングの神様』で映画初出演。

## 人物
- 趣味：歌、絵画、筋トレ、語学の勉強、アニメグッズ集め。
- 特技：バスケットボール（歴５年）、声真似

## 出演

### テレビドラマ
- 森村誠一ミステリースペシャル 終着駅シリーズ ファイナル「十月のチューリップ」（2022年12月22日、テレビ朝日）
- ケイジとケンジ、時々ハンジ。 第5話（2023年5月18日、テレビ朝日）
- 最高の教師 1年後、私は生徒に■された（2023年7月15日 - 9月23日、日本テレビ） - 穂積渚 役[3][5]
- 南くんが恋人!? 第1話（2024年7月16日、テレビ朝日）
- 宙わたる教室 第2話（2024年10月15日、NHK総合） - 谷口沙希 役
- 御上先生（2025年1月19日 - 3月23日、TBS） - 名倉知佳 役[6][7]
- いつか、無重力の宙で（2025年9月8日〈予定〉 - 、NHK総合） - 水原周（高校時代） 役[8]

### 配信ドラマ
- 拝啓、大人になる貴方へ（2023年9月23日・30日、Hulu） - 穂積渚 役[9]

### 短編映画
- 午前0時のLOVE STORIES
  - 少女A（2024年9月29日配信開始、Amazon Prime Video） - ヒロコ 役[10]
  - 星屑のステージ（2025年1月配信予定、Amazon Prime Video） - ヒロコ 役[11]

### 映画
- カーリングの神様（2024年11月8日、ラビットハウス） - 牛山沙帆 役[4][12]

### ラジオドラマ
- FMシアター（NHK-FM）
  - 『時をわたる聲』（2025年6月28日） - 主演・中原美咲 役[13][14]

### CM
- NTT docomo「青春ビンゴ」 Vaundy×ドコモ青春割 祝卒業ムービー[15]

### 舞台
- 「ゲートシティの恋」（2022年3月15日 - 19日、下北沢『劇』小劇場） - CITYチーム 冬馬 役 / GATEチーム 谷中候補生 役